# Carmen Geutjes

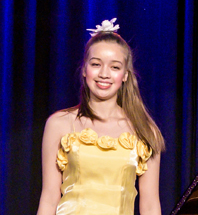
Carmen Geutjes (2019)

Carmen Geutjes (* 19. Februar 2003 in Neuss) ist eine deutsche Pianistin.

## Leben und Wirken
Geutjes erhielt im Alter von fünf Jahren ihren ersten Klavierunterricht. Neben der Schule begann sie im Alter von zehn Jahren ihr Klavierstudium als Jungstudentin an der Robert Schumann Hochschule Düsseldorf bei Paolo Giacometti. 2021 legte sie ihr Abitur am Reinhard- und Max-Mannesmann-Gymnasium in Duisburg ab. Sie ist Preisträgerin bei mehreren Klavierwettbewerben.
Im Jahr 2015 gab sie im Alter von zwölf Jahren ihr Orchesterdebüt mit der Sinfonietta Köln. Konzertreisen führten sie durch Deutschland, nach China, Litauen, Spanien und in die Niederlande.  Sie trat in Konzertsälen auf wie u. a. Mercatorhalle Duisburg, Laeiszhalle Hamburg, Robert-Schumann-Saal Düsseldorf, Philharmonie Kaunas-Litauen, Auditorio Medina Elvira Granada-Spanien, Stadthalle Chongqing (China), Philharmonie Essen, Stadthalle Mülheim, Harenberg City-Center Dortmund.
Zu ihrem Repertoire zählen Werke von Komponisten aller Musikepochen, u. a. auch Sergei Prokofjews Toccata, die Carmen-Variationen von Vladimir Horowitz, das 1. Klavierkonzert von Tschaikowski sowie Petruschka von Igor Strawinsky.

## Auszeichnungen (Auswahl)
- 2010: Publikumspreis Internationaler Hohenlimburg Klavierwettbewerb[12]
- 2013: 1. Preis Steinway Klavierwettbewerb[13]
- 2014: 1. Preis El Concurso Internacional de Piano María Herrero Spanien[6]
- 2016: „Virtuosin 2016“ – Münchner Klavierpodium[2]
- 2018: 1. Preis und Sonderpreis Bitburger Klavierwettbewerb[14]